# Laprade, Charente

Laprade este o comună în departamentul Charente, Franța. În 1 ianuarie 2022 avea o populație de 249 de locuitori.